# Vatica teysmanniana
Espèce
Classification phylogénétique
Statut de conservation UICN

 CR A1c : 
En danger critique
Vatica teysmanniana est un arbre sempervirent endémique à Sumatra appartenant à la famille des dipterocarpaceae

## Répartition
Endémique aux forêts mixtes inondées l'est de Sumatra et de Bangka.

## Préservation
Espèce menacée d'extinction du fait de la déforestation et l'exploitation forestière.